# Comete (figlio di Tisameno)
Comete (in greco antico: Κομήτης?, Kométēs) è un personaggio della mitologia greca, figlio di Tisameno re di Sparta e di Argo, e fratello di Daimene, Spartone, Telle, Leontomene.

## Mitologia
Comete fu il primo dei figli di Tisameno a navigare verso l'Asia e questo avvenne quando suo padre fu sconfitto ed ucciso dagli Eraclidi guidati da Ossilo.